# Anodonthyla vallani
Anodonthyla vallani Vences, Glaw, Köhler and Wollenberg, 2010 è una rana della famiglia Microhylidae, endemica del Madagascar.

## Descrizione

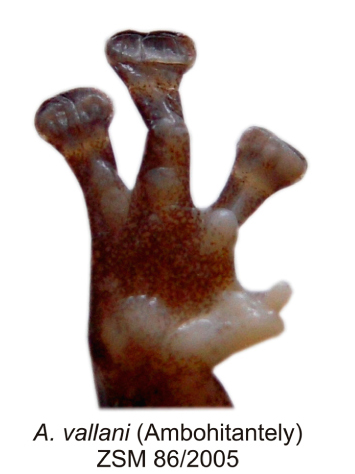
Dettaglio della zampa

È una rana di piccola taglia (il maschio è lungo in media 23-24 mm) la cui appartenenza al genere Anodonthyla è suffragata dalla presenza nei maschi di un prepollex, un dito rudimentale addizionale posto sul versante preassiale del pollice, che in questa specie è quasi interamente fuso con il primo dito. Il terzo dito è nettamente più lungo del quarto.

La pelle del dorso è finemente tubercolata e di colore brunastro, con striature più scure. Presenta un evidente sacco vocale nerastro (carattere condiviso con altre specie come A. nigrigularis e A. theoi).

## Distribuzione e habitat
A. vallani è presente esclusivamente all'interno della Riserva speciale di Ambohitantely, nel Madagascar centrale (regione di Analamanga).

## Biologia
È una specie arboricola.

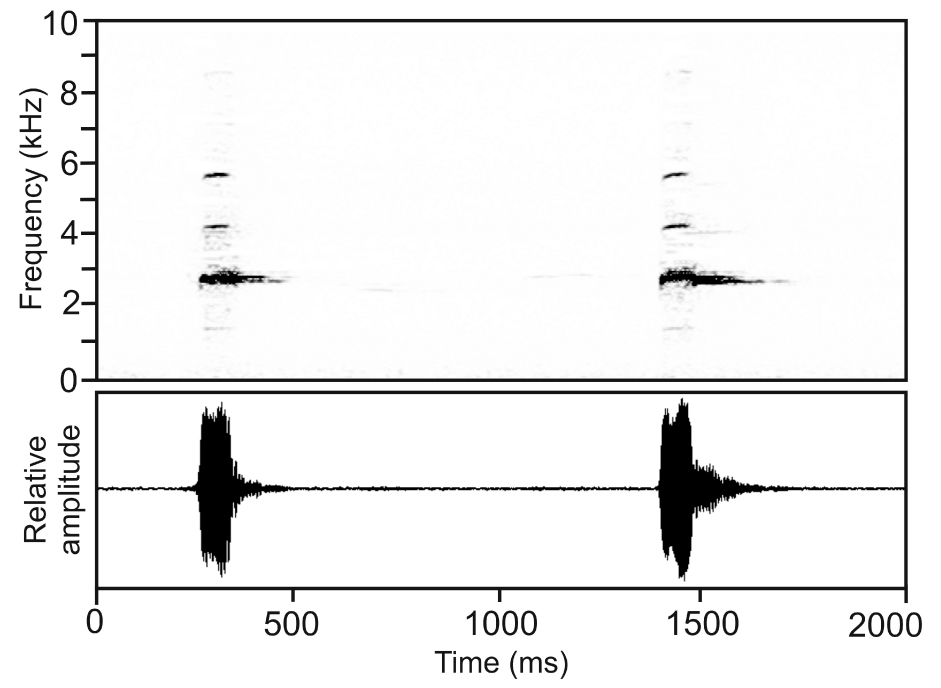
Spettrogramma e forma d'onda del richiamo di A. vallani

Il maschio emette il suo canto dopo il calare del sole. Comparato a quello delle altre specie di Anodonthyla, il canto di A. vallani è caratterizzato dalla relativamente lunga durata delle note e da una bassa frequenza di ripetizione, caratteri condivisi con A. theoi, da cui la differenzia una minore frequenza spettrale. Ogni nota dura 154-236 ms, con una netta diminuzione progressiva di intensità, e viene ripetuta ad intervalli di 705-1016 ms.

## Conservazione
Per la ristrettezza del suo areale, sottoposto a una crescente pressione antropica, A. vallani è classificata dalla IUCN Red List come specie in pericolo critico di estinzione (Critically Endangered).